# Helicia moluccana
Helicia moluccana är en tvåhjärtbladig växtart som först beskrevs av Robert Brown, och fick sitt nu gällande namn av Carl Ludwig von Blume. Helicia moluccana ingår i släktet Helicia och familjen Proteaceae. Inga underarter finns listade i Catalogue of Life.